# Vessalico
Vessalico är en ort och kommun i provinsen Imperia i regionen Ligurien i Italien. Kommunen hade 270 invånare (2018).